# Radio 10
Radio 10 ist ein niederländischer Radiosender, der sich auf internationale Musik-Hits spezialisiert hat (hauptsächlich von den 1960er- bis zu den 1990er-Jahren). Neben Musik und Moderation gibt es auch Werbung, Jingles, ein Gewinnspiel (Kraak de Kluis) und Nachrichten zur vollen Stunde, die von der Nachrichtenagentur ANP stammen.

## Geschichte
Erster Moderator „on air“ war Rob van Someren, später unter anderem beim öffentlichen rechtlichen 3FM und dann wieder – mit seiner Sendung Somertijd – bei Radio Veronica. Der Sender spielte – und spielt bis heute – eine Mischung aus Soft-Pop, Oldies, Soul und Rhythm and Blues mit einer breiten Rotation.
Radio 10 Gold war in den Niederlanden über Mittelwelle 828 kHz und per Kabel zu empfangen. Eine weitere Empfangsmöglichkeit besteht über den Satelliten ASTRA 19.2° Ost, 12574 GHz horizontal polarisiert, digital unverschlüsselt oder Online hörbar im Internet auf der Web-Site von www.radio10gold.nl. Bis Mitte 2007 war Radio 10 Gold auch außerhalb der Niederlande auf der Mittelwellen-Frequenz 1008 kHz zu empfangen.
Eigner ist Talpa Radio Nederland, der auch noch die Sender Juize.FM und Radio 538 betreibt.
Die Station ist seit dem 4. April 1988 auf Sendung, zunächst aus rechtlichen Gründen als Satellitenprogramm für Mailand, das unter dem Namen Radio 10 nur als „ausländisches“ Programm in niederländische Kabelnetze eingespeist werden durfte. Seit 1992 war die Verbreitung im Kabelnetz ohne diesen Umweg legal. Kurz darauf erhielt Radio 10 Gold vorübergehend einige UKW-Frequenzen im Norden der Niederlande. Ab dem 28. Januar 1994 konnte der Sender terrestrisch auf Mittelwelle empfangen werden (bis Mai 2003 auf dem Mittelwellensender Lopik 675 kHz). Der Sender nannte sich zwischenzeitlich Radio 10 FM, nachdem ihm 1998 die UKW-Frequenz 103 MHz zugewiesen worden war. Im Jahr 2003 kam es infolge der Elektrosmog-Diskussion zu politischen Turbulenzen um den Sender Lopik, die schließlich zu seiner Verlegung führten. Bei der Neuausschreibung seiner Frequenz ging Radio 10 FM leer aus.
Nach einer Übergangslösung (Ausstrahlung mit geringer Leistung auf 1395 kHz) heißt der Sender seit 1. Dezember 2003 wieder Radio 10 Gold und konnte am 1. Juli 2004 von dem englischen Betreiber Radlon Media Ltd. die Frequenz 1008 kHz auf dem Mittelwellensender Flevo übernehmen.
Bis Ende August 2007 war Radio 10 Gold nachts europaweit zu hören: Auf der 400 kW starken Mittelwelle 1008 kHz, auf der früher NOS Radio 1 funkte. Inzwischen wurde die Frequenz und der MW-Sender abgegeben. Nach einer Übergangsphase hat der ebenfalls niederländische Sender „Groot Nieuws Radio“ am 1. Dezember 2007 sein Programm nachfolgend auf 1008 kHz aufgenommen.
Viele, auch vom öffentlich-rechtlichen Rundfunk bekannte niederländische Radiomoderatoren haben bei dem Sender gearbeitet und tun es teils heute noch. Die Jingles wurden von Top Format Productions B.V. produziert. Lange Zeit wurden auch Jingles verwendet, die in den 1980er-Jahren für den damaligen New Yorker Sender WNBC hergestellt worden waren.
In einer Pressemitteilung hat der Sender am 5. März 2007 angekündigt, aus finanziellen Gründen die Ausstrahlung über die Mittelwelle 1008 kHz einzustellen. Man wolle sich auf die Verbreitungswege Kabel, Satellit und Internet konzentrieren. Weiter zeigte sich der Sender unzufrieden mit den sinkenden Werbeumsätzen.
Seit Montag, dem 18. Oktober 2010, ist Radio 10 Gold wieder über die Mittelwelle zu empfangen. Das Programm wird ganztägig auf 828 kHz über die Sendeanlage Heinenoord verbreitet. Tagsüber wird mit 20 kW, nachts nur mit 5 kW gesendet.  
Am Sonntag, dem 22. September 2013, wurde der Sendebetrieb über der Mittelwellenfrequenz 828 kHz eingestellt.
Ferner wurde der Sendername von Radio 10 Gold wieder zu Radio 10 abgeändert.